# Atletica leggera ai Giochi della XXX Olimpiade - 3000 metri siepi maschili

Video ufficiale della Finale

Ai Giochi della XXX Olimpiade, la competizione dei 3000 metri siepi maschili si è svolta dal 3 al 5 agosto presso lo Stadio Olimpico di Londra.

## Presenze ed assenze dei campioni in carica
Per i campionati europei si considera l'edizione del 2010.
| Competizione         | Atleta                      | Prestazione | Londra 2012 |
| -------------------- | --------------------------- | ----------- | ----------- |
| Olimpiadi 2008       | Brimin Kipruto              | 8'10"64     | Presente    |
| Commonwealth 2010    | Richard Mateelong           | 8'16"52     | Non qual.   |
| Europei 2010         | Mahiedine Mekhissi-Benabbad | 8'07"87     | Presente    |
| Asiatici 2010        | Tareq Mubarak Taher         | 8'25”89     | Assente     |
| Africani 2011        | Birhan Getahun              | 8'17”40     | Presente    |
| Mondiali 2011        | Ezekiel Kemboi              | 8'14"85     | Presente    |
|                      |                             |             |             |
| Mondiali junior 2008 | Jonathan Muia Ndiku         | 8'17”28     | Non qual.   |

## La gara
Nelle batterie tutti i migliori si qualificano senza problemi. I kenioti sono i grandi favoriti. Il francese Mahiedine Mekhissi, secondo a Pechino, è l'unico che appare in grado di impensierirli.
In finale nessuno prende l'iniziativa. Tutti guardano cosa fanno i kenioti, che pertanto si adagiano a ritmi bassi. Il primo km viene percorso in 2'52”70, il secondo in 2'50”56. Tutto si decide all'ultimo giro. Al suono della campanella è in testa l'etiope Roba Gari, ma Ezekiel Kemboi lo infila nel rettilineo opposto all'arrivo e vola solitario verso la vittoria.
Anche se il francese Mekhissi gli è vicino, non rinuncia al suo personalissimo finale: si allarga e conclude la gara in ottava corsia. Abel Mutai finisce terzo, davanti a Gari.
Kemboi rivince il titolo dopo otto anni. Il francese Mekhissi conferma il secondo posto di Pechino. Al penultimo giro Brimin Kipruto, campione in carica, è caduto e non ha più ripreso il gruppo di testa. Finisce quinto.

## Risultati

### Batterie
Venerdì 3 agosto.
Si qualificano per la finale i primi 4 classificati di ogni batteria. Vengono ripescati i 3 migliori tempi degli esclusi.

#### 1ª batteria
Ore 13:00.
| Pos | Atleta                      | Paese          | Tempo   | Note                                     |
| --- | --------------------------- | -------------- | ------- | ---------------------------------------- |
| 1   | Mahiedine Mekhissi-Benabbad | Francia        | 8'16"23 | Q                                        |
| 2   | Evan Jager                  | Stati Uniti    | 8'16"61 | Q                                        |
| 3   | Abel Kiprop Mutai           | Kenya          | 8'17"70 | Q                                        |
| 4   | Tarik Langat Akdag          | Turchia        | 8'17"85 | Q                                        |
| 5   | Nahom Mesfin                | Etiopia        | 8'18"14 | q                                        |
| 6   | Benjamin Kiplagat           | Uganda         | 8'18"44 | q                                        |
| 7   | Amor Ben Yahia              | Tunisia        | 8'22"70 | Miglior prestazione personale            |
| 8   | José Peña                   | Venezuela      | 8'24"06 |                                          |
| 9   | Ali Ahmed Al-Amri           | Arabia Saudita | 8'26"22 | Miglior prestazione personale stagionale |
| 10  | Hicham Sigueni              | Marocco        | 8'35"89 |                                          |
| 11  | Ángel Mullera               | Spagna         | 8'38"07 |                                          |
| 12  | Alberto Paulo               | Portogallo     | 8'40"74 |                                          |
| 13  | Steffen Uliczka             | Germania       | 8'41"08 |                                          |

#### 2ª batteria
Ore 13:15.
| Pos | Atleta                    | Paese       | Tempo   | Note |
| --- | ------------------------- | ----------- | ------- | ---- |
| 1   | Brimin Kiprop Kipruto     | Kenya       | 8'28"62 | Q    |
| 2   | Yuri Floriani             | Italia      | 8'29"01 | Q    |
| 3   | Brahim Taleb              | Marocco     | 8'29"02 | Q    |
| 4   | Jukka Keskisalo           | Finlandia   | 8'29"13 | Q    |
| 5   | Nikolaj Čavkin            | Russia      | 8'29"72 |      |
| 6   | Youcef Abdi               | Australia   | 8'29"81 |      |
| 7   | Jacob Araptany            | Uganda      | 8'35"85 |      |
| 8   | Vincent Zouaoui-Dandrieux | Francia     | 8'36"96 |      |
| 9   | Kyle Alcorn               | Stati Uniti | 8'37"11 |      |
| 10  | Artem Kosinov             | Kazakistan  | 8'42"27 |      |
| 11  | Mario Bazán               | Perù        | 8'51"95 |      |
| 12  | Abdelaziz Merzougui       | Spagna      | 8'58"20 |      |
| -   | Birhan Getahun            | Etiopia     | DNF     |      |

#### 3ª batteria
Ore 13:30.
| Pos | Atleta                  | Paese         | Tempo   | Note                                     |
| --- | ----------------------- | ------------- | ------- | ---------------------------------------- |
| 1   | Roba Gari               | Etiopia       | 8'20"68 | Q                                        |
| 2   | Ezekiel Kemboi          | Kenya         | 8'20"97 | Q                                        |
| 3   | Hamid Ezzine            | Marocco       | 8'21"25 | Q                                        |
| 4   | Donald Cabral           | Stati Uniti   | 8'21"46 | Q                                        |
| 5   | Ion Luchianov           | Moldavia      | 8'22"09 | q                                        |
| 6   | Mohamed Khaled Belabbas | Algeria       | 8'22"32 | Miglior prestazione personale stagionale |
| 7   | Alex Genest             | Canada        | 8'22"62 | Miglior prestazione personale stagionale |
| 8   | Vadym Slobodenyuk       | Ucraina       | 8'23"35 |                                          |
| 9   | Lukasz Parszczynski     | Polonia       | 8'30"08 |                                          |
| 10  | Weynay Ghebresilasie    | Eritrea       | 8'37"57 |                                          |
| 11  | Albert Minczér          | Ungheria      | 8'40"74 | Miglior prestazione personale stagionale |
| 12  | Stuart Stokes           | Gran Bretagna | 8'43"04 |                                          |
| -   | Víctor García           | Spagna        | DNF     |                                          |

### Finale
| Primatista mondiale   | 7'53"63        | Saif Shaheen        | Rit. 2011  |
| Primatista stagionale | 7'54"31 (31/5) | Paul Kipsiele Koech | Non selez. |

1. ↑  Record stabilito nel 2004.
2. ↑  Alla data del 20 luglio 2012

Domenica 5 agosto, ore 21:25.
| Pos     | Atleta                      | Età | Paese       | Tempo   | Note   |
| ------- | --------------------------- | --- | ----------- | ------- | ------ |
| Oro     | Ezekiel Kemboi              | 30  | Kenya       | 8'18"56 |        |
| Argento | Mahiedine Mekhissi-Benabbad | 27  | Francia     | 8'19"08 |        |
| Bronzo  | Abel Kiprop Mutai           | 24  | Kenya       | 8'19"73 |        |
| 4       | Roba Gari                   | 30  | Etiopia     | 8'20"00 |        |
| 5       | Brimin Kiprop Kipruto       | 27  | Kenya       | 8'23"03 |        |
| 6       | Evan Jager                  | 23  | Stati Uniti | 8'23"87 |        |
| 7       | Hamid Ezzine                | 29  | Marocco     | 8'24"90 |        |
| 8       | Donald Cabral               | 23  | Stati Uniti | 8'25"91 |        |
| 9       | Tarik Langat Akdag          | 24  | Turchia     | 8'27"64 |        |
| 10      | Ion Luchianov               | 31  | Moldavia    | 8'28"15 |        |
| 11      | Brahim Taleb                | 27  | Marocco     | 8'32"40 |        |
| 12      | Nahom Mesfin                | 23  | Etiopia     | 8'35"12 |        |
| 13      | Yuri Floriani               | 31  | Italia      | 8'40"07 |        |
| NC      | Benjamin Kiplagat           | 23  | Uganda      |         | Squal. |
| NC      | Jukka Keskisalo             | 31  | Finlandia   |         | Rit.   |